# Цыбикова, Алла Ойдоповна
А́лла (Альби́на) Ойдо́повна Цы́бикова (11 февраля 1951 — 25 мая 1998) — бурятская художница, заслуженный художник Российской Федерации (1999), заслуженный художник Бурятии (1985). Сочетала в своём творчестве приёмы европейской живописной техники с национальными бурятскими, буддийскими мотивами, а также с театрально-декорационными элементами. Работала в станковой живописи, области монументального и декоративно-прикладного искусства.

## Биография
Альбина Цыбикова родилась в 1951 году в селе Агинское (Агинский Бурят-Монгольский национальный округ Читинской области). Предпочитала, чтобы её называли Аллой, так как не любила своё «паспортное имя».
Своё детство Алла Цыбикова описывала так:

«…моё детство — это город, и ещё, правда, совсем раннее детство — воинские разъезды и село, где мой отец был военкомом. Но там для меня очень мало — не воспоминания, а ощущения: горячая мягкая пыль под босыми ногами, боязнь гусей и редких машин на дороге, колупание всей компанией серы из лиственничных брёвен — не знаю, есть ли такая забава и лакомство на западе…?»

В 1966 году закончила 8 классов школы № 35 в Улан-Удэ, в 1970 году закончила Иркутское училище искусств (училась у Г. Е. Новиковой), в 1976 году — Московский государственный академический художественный институт имени В. И. Сурикова, отделение театрально-декорационной живописи (мастерская театральной живописи М. М. Курилко). С 1976 года жила в Улан-Удэ, работала в художественно-производственных мастерских при Союзе художников Бурятии.
Лауреат премии Ленинского комсомола Бурятии (1978), с 1979 года — член Союза художников России. Лауреат Премии Совета министров СССР в области строительства и архитектуры (1985). Заслуженный художник Бурятии (1985).
Первая персональная выставка художницы состоялась в 1989 году в Иркутском областном художественном музее им. В. П. Сукачёва. В 1994, 1996 годах выставки Аллы Цыбиковой проходили в США. Первая выставка художницы в Улан-Удэ состоялась в 1996 году. Также участвовала в многочисленных республиканских, всесоюзных и всероссийских выставках.
В 1999 году Алле Цыбиковой было присвоено звание Заслуженного художника Российской Федерации.
Произведения находятся в Художественном музее им. Ц. С. Сампилова (Улан-Удэ), в Музее истории Бурятии (Улан-Удэ), в Иркутском областном художественном музее им. В. П. Сукачёва, в Государственном музее народов Востока, в Читинском художественном музее, в частных коллекциях в России и за рубежом.
Алла Цыбикова о себе:

«Как я выбрала профессию? Как многие дети — кто-то с музыкальных кружков и школ, а потом училище и консерватория, так и я — сначала кружок рисования в Доме пионеров, потом училище художественное… Так что и я, вступив сначала на эту тропинку в Доме пионеров, до сих пор бреду по этой пыльной колее… Мои любимые художники? До сих пор неизменен Матисс… Странно, когда надо назвать своих любимых художников, что-то заклинивает и выясняется, что это не совсем простое дело»

## Творческий путь
В 1975 году Алла Цыбикова становится участницей выставки в Праге (Пражская квадриеннале сценографии — учебный раздел), представив театральные эскизы к спектаклю по пьесе А. В. Сухово-Кобылина «Смерть Тарелкина». В 1975 году создает эскизы театральных декораций к спектаклю Нос (опера). Дипломной работой художницы были эскизы театральных декораций и костюмов к пьесе Шекспира «Сон в летнюю ночь», они экспонировались на выставке «Молодость страны» (Москва, 1976).

Вернувшись после окончания института в 1976 году в Улан-Удэ, иногда выполняла заказы на эскизы декораций и костюмов в театрах, за короткое время создала серию психологических портретов. Среди этих работ — «Портрет артиста балета Алексея Павленко» (1979), «Портрет с пером сороки» (1981), «Большой натюрморт» (1984), «Автопортрет с моделью у зимнего окна» (1984).
 В конце 1970-х после поездки на строительство Байкало-Амурской магистрали, Аллой Цыбиковой была выполнена серия работ к выставке «Мы строим БАМ» (1979), среди этих работ — «Гоуджекит. 2 апреля» (1978). В 1982 году художница создаёт стенную роспись — фреску «На земле Гэсэра» в фойе Бурятского академического театра драмы. В 1983—1984 годах Алла Цыбикова работала над росписью стен «Панорама сказки» в здании комнаты матери и ребёнка аэропорта Улан-Удэ, в 1989—1990 годах — над росписью стен и занавесом в театре кукол «Ульгэр». В 1982—1983 годах художница работает над триптихом «У истока», одним из наиболее композиционно сложных живописных произведений, каждый фрагмент которого несёт в себе глубокий смысл.
В разные годы Алла Цыбикова создаёт пейзажи, отражающие реальные забайкальские ландшафты — «Осенние поля» (1989), «Осенний вечер» (1992), портреты — «Большой натюрморт» (1984), «Малыш» (1986) — портрет сына Саши, «Мальчик с рыбкой» (1990), «Зорик с кубиком» (1989). Сама художница считала одной из самых сильных работ портрет сына своей подруги «Мальчик на медвежьей шкуре» (1992).

В работах Аллы Цыбиковой, в том числе в портретах, большое смысловое значение имеют ландшафтный фон, интерьер, а также помещаемые в пространство картины предметы (статуэтки, старинные иконописные свитки и т. д), часто появляются букеты цветов, большое внимание уделяется стаффажу в пейзажах. 
Пространство картин (особенно в ранних работах) может «рассекаться» по вертикали подобно театральным декорациям, а также разделяться по временным отрезкам — несколько эпизодов с одним и тем же персонажем на одной картине (например, картина «Поздний гость» (1982)).
Стиль настенной росписи «На земле Гэсэра» в фойе Бурятского академического театра драмы связан с монументальными стенными росписями буддийских монастырей. Эта роспись включает множество фигур людей (театральных персонажей, героев народного бурятского эпоса «Гэсэр», красавицу Селенгу), животных, панораму современной жизни Бурятии.
В картинах Аллы Цыбиковой могут одновременно присутствовать символы европейской и восточной культур — в триптихе «У истока» это девушка с лилией, Харон-перевозчик, женщина в позе Марии Магдалины и буддийские три обезьяны, руками закрывающие уши, глаза и рот. Буддийские мотивы в виде предметов — масок, статуэток, сосудов, свитков, раковин присутствуют во многих работах, например в — портретах «Большой натюрморт» (1984), «Пускание мыльных пузырей» (1989). В портрете «Багульник» (1991), а также в росписи «На земле Гэсэра» присутствует фигура участника буддийского религиозного представления Цам в маске Чойджала (Эрлик-хана). Апсара поддерживает оконную занавеску в портрете «Мать и дитя» (1989), на портрете «С чанзой» (1993) изображён национальный монгольский и бурятский музыкальный инструмент.
О символике диптиха «Осенний ветер» (1983), в левой части которого изображена сидящая на фоне пейзажа женщина, а на правой части — сельский пейзаж и натюрморт из сухих цветов и деревянной фигурки птицы, художница рассказывала так:

«Картина всё-таки мрачная для меня. И здесь птица тоже мрачная. Это не чучело, это из одной пещерки на „святой“ горке вынуто одно приношение хозяину гор в виде резного голубя. Мальчишки достали и притащили мне, за что отец собрался отлупить зачинщика, но я откупилась — посыпала мелочи около рубля в эту пещерку — и пацан остался целый, а я с птицей… она вместе с сухими цветами как раз и несёт ту же нагрузку — время, умирание, необратимость времени… Женщина в одеяле (тут опять форма улитки), взгляд внутрь, в себя, чуть ли не медитация… мой „Осенний ветер“ часто толкуют очень простенько, а мои загадки-вопросы принимают за неспособность решить композицию и с тем выставляют часто только натюрморт, а бедную философствующую и медитирующую улитку оставляют в тёмном коридоре»

Алла Цыбикова выполняла эскизы для гобеленов из конского волоса и участвовала непосредственно в их создании (над гобеленами работали ткачи Баярма Дамбиева, Алима Цырендоржиева, Римма Доржиева, Т. Дашиева, С. Дашиева). Наиболее известны гобелены «Водопад» (Национальный аэропорт), «Игра на флейте» (Национальная библиотека им. Горького), «Облачный край» (Республиканская юношеская библиотека). Также занималась росписью по дереву, создавала модели подсвечников (в последующем отливались в бронзе скульптором Дмитрием Будажабэ).

Стиль поздних работ характеризуется простотой рисунка и композиции, «широкой» манерой письма с преобладанием больших цветовых пятен — «Мальчик с рыбкой» (1990), «Пора осенних ветров» (1993). Очень часто в работах Аллы Цыбиковой встречаются образы птиц. Сойка символизирует человеческое жильё в картине «Поздний гость» (1982), удод на голове «Хозяйки холмов» выступает в качестве символа осени, угасания жизни и одновременно плодоносности (правая часть триптиха «Наран Хада» (1984)).
 Фантастические образы «птице-людей» в поздних картинах — «Петушок» (1991), «Мелодия холодной весны» (1992), «Кто-то зовёт в снежной степи» (1996), образ человека, превращающегося в птицу в картине «Утешение» (1995) сложно трактовать однозначно, но они несомненно имели большое значение для художницы.

## Известные работы
- Гоуджекит. 2 апреля, 1978
- Портрет с пером сороки, 1981
- На земле Гэсэра. Эскиз центральной части фрески в фойе Бурятского академического театра драмы, 1982
- На земле Гэсэра. Левая часть фрески в фойе Бурятского академического театра драмы, 1982
- На земле Гэсэра. Правая часть фрески в фойе Бурятского академического театра драмы, 1982
- Поздний гость, 1982
- У истока (триптих), 1982
- Осенний ветер (диптих), 1983
- Солнечная гора (триптих) — Вечер долгого дня, Время сараны, Удод, 1984
- Автопортрет с моделью у зимнего окна, 1984
- Голос раковины, 1986
- Пускание мыльных пузырей, 1989
- Мальчик с рыбкой, 1990
- Дарима, 1992
- Мелодия холодной весны (автопортрет с флейтой), 1992
- Метаморфозы, 1995
- Кто-то зовет в снежной степи, 1996

## Память
31 марта 2016 г. в Художественном музее Улан-Удэ открылась выставка работ Аллы Цыбиковой и состоялась премьера спектакля-перформанса «Алла» театра кукол Ульгэр, посвященного творчеству художницы.